# Carl Gottlieb Gottschalk
Carl Gottlieb Gottschalk (auch Karl Gottlieb Gottschalk, * 8. Juli 1824 in Pobershau; † 26. Mai 1887 in Freiberg) war ein deutscher Bergbeamter und Hochschullehrer.

## Leben und Werk
Gottschalk entstammte einer über mehrere Generationen reichenden Bergmannsfamilie. Sein gleichnamiger Vater brachte es, aus einfachsten Verhältnissen stammend, bis zum Obersteiger. Bereits in der Volksschule zeigte Gottschalk junior sein Interesse für den bergmännischen Beruf. Gerade einmal 14-jährig besuchte er seit 1838 die Hauptbergschule in Freiberg und seit 1842 die Bergakademie Freiberg.
Seit 1845 war er als Ganghäuer am Alte Hoffnung Gottes Erbstolln zu Kleinvoigtsberg angestellt und wurde 1846 an die Grube Segen Gottes Erbstolln in Gersdorf versetzt. Bei der unverschuldeten Detonation eines Zünders wurde er stark verletzt, so dass er seinen Dienst nicht wieder aufnehmen konnte.
Nach 2-jähriger Krankheit nahm er eine Stelle als Kopist beim Oberzehntenamt an, wo er u. a. die Silberwagen von Freiberg zur Münzstätte Dresden begleiten musste. Schnell stieg er in der Beamtenlaufbahn auf und wurde u. a. 1853 Zehntenschreiber, 1857 Hüttenraiter und 1869 Oberhüttenraiter bei sächsischen Oberhüttenamt, wo ihm das Rechnungswesen oblag. 1882 wurde er Bergrat.
Aber auch an der Bergakademie Freiberg war er tätig. Seit 1859 erteilte er Unterricht in Buchführung. 1877 wurde er zum Professor für Berg- und hüttenmännische Rechnungswissenschaft und Bergwerksstatistik ernannt.
Seit 1873 gab er auf Veranlassung des sächsischen Finanzministeriums das Jahrbuch für das Berg- und Hüttenwesen im Königreiche Sachsen heraus. Aus Gesundheitsgründen ließ er sich von dieser Tätigkeit 1886 entbinden. Unter Verleihung des Ritterkreuzes I. Klasse des Sächsischen Zivilverdienstordens trat er am 1. Mai 1887 in den Ruhestand, starb aber bereits am 26. Mai. Am 29. Mai wurde er unter bergmännischem und studentischem Ehrengeleit auf dem Donatsfriedhof beigesetzt.

## Carl-Gottlieb-Gottschalk-Preis
Seit 2011 wird vom Fachschaftsrat der Fakultät für Wirtschaftswissenschaften der TU Bergakademie Freiberg jährlich der Carl-Gottlieb-Gottschalk-Preis an Professoren und Mitarbeiter verliehen, die besonderes Engagement gegenüber den Studierenden der Fakultät gezeigt haben.

## Werke
- als Herausgeber: Jahrbuch für den Berg- und Hüttenmann im Königreiche Sachsen auf das Jahr … 1873–1886 (Digitalisat).